# 20789 Hughgrant
A 20789 Hughgrant (ideiglenes jelöléssel 2000 SU44) a Naprendszer kisbolygóövében található aszteroida. Charles W. Juels fedezte fel 2000. szeptember 28-án.